# La mujer invisible (libro)
La mujer invisible: Descubre cómo los datos configuran un mundo hecho por y para los hombres (Invisible Women: Exposing Data Bias in a World Designed for Men) es un libro publicado en 2019 de la autora feminista británica Caroline Criado Perez. El libro describe los efectos adversos para las mujeres causados por el sesgo de género en la recopilación de macrodatos.

## Recepción
El libro recibió tanto el Premio Aventis como el Financial Times and McKinsey Business Book of the Year Award en 2019. En general, ha sido bien recibido y reseñado positivamente.  
Cordelia Fine y Victor Sojo describen este libro en The Lancet como "varios estudios de casos fascinantes, en ámbitos tan variados como la medicina, la salud y la seguridad en el trabajo, el transporte, la tecnología, la política y la ayuda en caso de catástrofe".
Carol Tavris lo revisó para la revista Skeptical Inquirer afirmando que "la base teórica de este libro no es nueva; cada generación de académicas feministas redescubre las observaciones de Simone de Beauvoir de 1949 de que las mujeres son el segundo sexo", refiriéndose al libro de la filósofa francesa.
Angela Saini lo reseñó en The Guardian, calificándolo de "un dossier sobre la desigualdad de género que exige una acción urgente". El libro deja claro según ella que "las mujeres no son una minoría. Son la mayoría. Están absolutamente en todas partes y siempre lo han estado. Sin embargo, como muestra Criado Pérez, las mujeres deben vivir en una sociedad construida alrededor de los hombres. Desde la falta de alumbrado público que nos permita sentirnos seguras, hasta la ausencia de instalaciones para el cuidado de los niños en el lugar de trabajo, casi todo parece haber sido diseñado para el trabajador blanco medio y su mujer que se queda en casa. Su respuesta es pensar de nuevo, recopilar más datos, estudiar esos datos y preguntar a las mujeres qué quieren". Aun así, escribe Saini, a pesar de todos los datos que presenta Criado Pérez, no está claro que los gobiernos (y, quizás, los hombres, aunque ella no lo diga) vayan a actuar "Lo que debería preocuparnos más que la brecha de datos, es esa enorme y aparentemente intocable postura de no importa".
En un artículo para la revista Literary Review titulado "Female Unfriendly", la autora feminista Joan Smith, elogia el libro como una lectura esencial, al menos para aquellos a los que los hallazgos de Criado Pérez serán una novedad. "Este libro, que demuestra el sesgo del que gozan los hombres tanto en escenarios familiares (al menos para mí) como en otros menos obvios, pone las cosas en su sitio. Sabía, por ejemplo, que las mujeres salen peor paradas después de un infarto porque presentan síntomas diferentes a los de los hombres; Criado Pérez cita investigaciones que demuestran que las mujeres tienen un 50% más de probabilidades de ser diagnosticadas erróneamente porque no suelen tener el clásico 'infarto de Hollywood', que comienza con dolores en el pecho y en el brazo izquierdo. Pero no sabía que las mujeres también tienen más probabilidades de sufrir lesiones graves en un accidente de tráfico porque los maniquíes de pruebas de choque se han diseñado tradicionalmente para reflejar el cuerpo masculino 'medio'". Smith concluye que "el efecto acumulado de todas estas pruebas es devastador, aunque confirme lo que la mayoría de las mujeres ya saben.
La mujer invisible también encontró una amplia audiencia internacional y se ha traducido a muchos idiomas, incluidos francés, alemán, holandés, italiano, español, finlandés, portugués, persa, sueco, islandés, danés, griego, lituano, estonio, checo, eslovaco, ucraniano, turco y chino.